# Cantonul Illzach
Cantonul Illzach este un canton din arondismentul Mulhouse, departamentul Haut-Rhin, regiunea Alsacia, Franța.

## Comune
- Baldersheim
- Bantzenheim
- Battenheim
- Chalampé
- Hombourg
- Illzach (reședință)
- Niffer
- Ottmarsheim
- Petit-Landau
- Ruelisheim
- Sausheim